# Schwarza
La Schwarza est une rivière qui coule dans le land de Thuringe en Allemagne. C'est un affluent de la Saale.

## Géographie
La Schwarza prend sa source à 710 mètres d'altitude, dans le massif montagneux et forestier de la Forêt de Thuringe près de la municipalité de Scheibe-Alsbach.
La rivière s'écoule vers la ville de Schwarzbourg.
Après un parcours de 53 kilomètres, la Schwarza se jette dans la rivière Saale à la hauteur de la ville de Rudolstadt.
La vallée de la rivière Schwarza est connue depuis le Moyen Âge pour ses dépôts d'alluvions de minerais, notamment l'or.

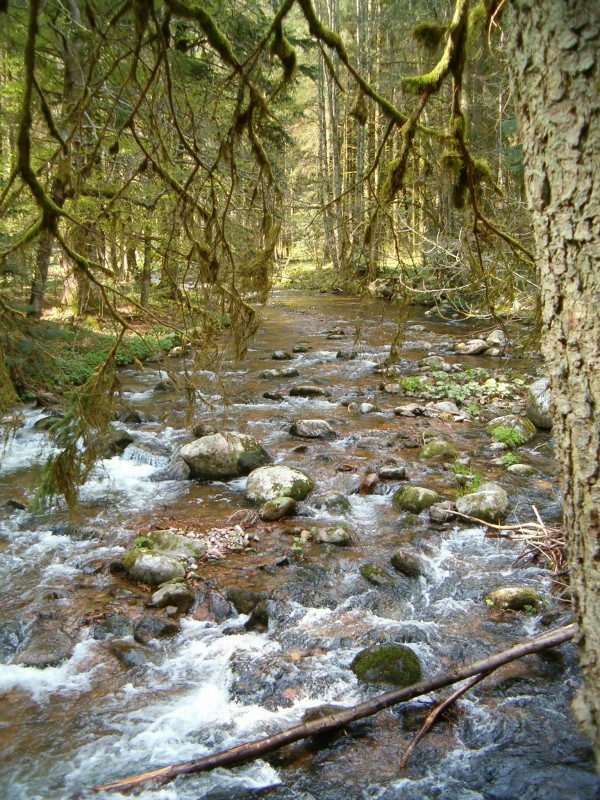
La rivière Schwarza dans la Forêt Noire méridionale, entre le réservoir de Witznau et Leinegg (embouchure du ruisseau Fohrenbach).

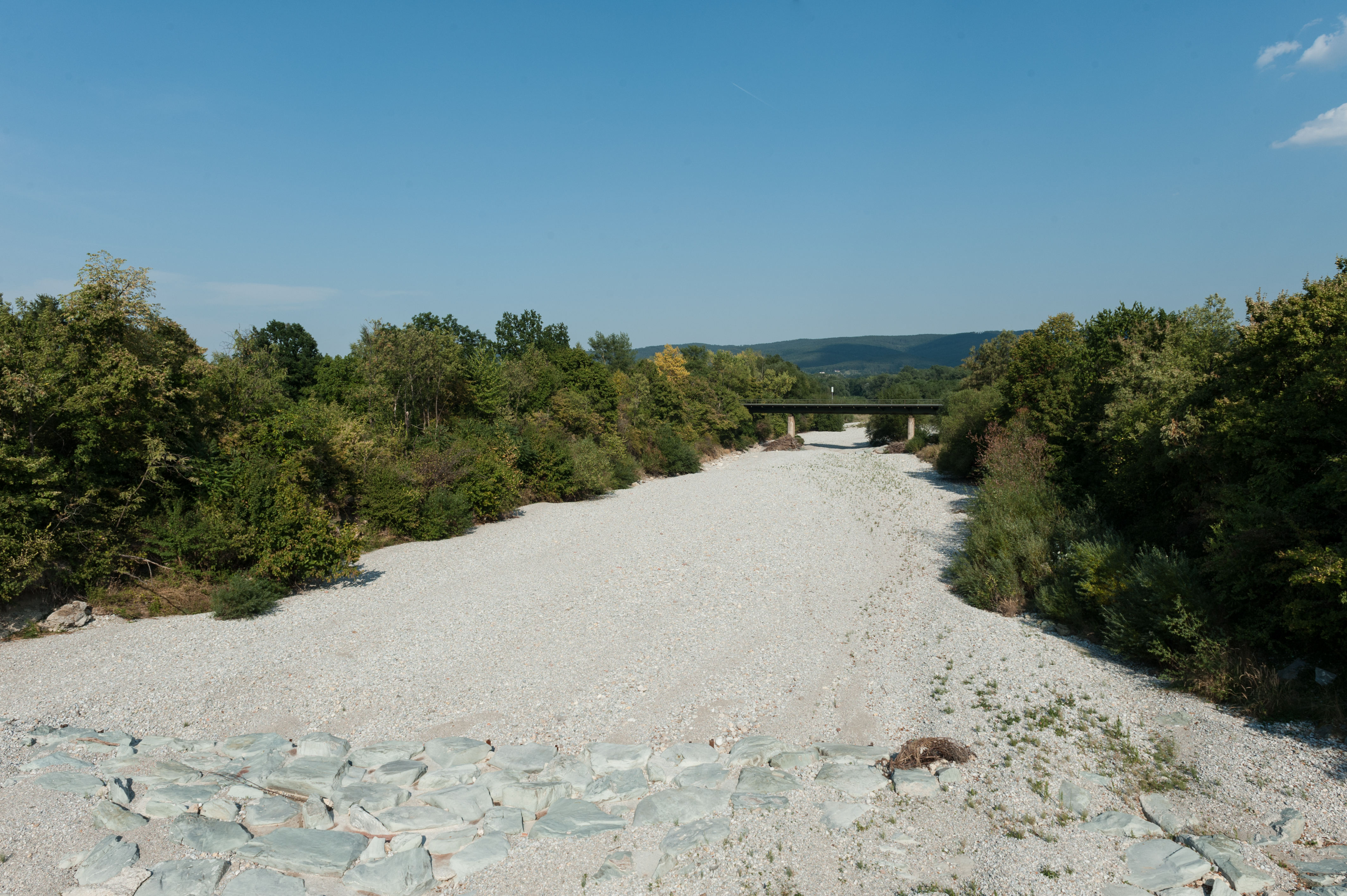
La Schwarza mise à sec par sécheresse et la canicule de 2015